# Nabil Totah
Nabil Marshall Totah (Knobby Totah, * 5. April 1930 in Ramallah; † 7. Juni 2012 in York (Pennsylvania)) war ein Jazz-Bassist palästinensischer Herkunft.

## Leben und Wirken
Totah kam 1944 in die USA und begann sich seit 1953 mit dem Bass zu beschäftigen. Zunächst arbeitete er 1953/4 in Japan bei Toshiko Akiyoshi und Hampton Hawes, dann bei Bobby Scott, Johnny Smith und mit Charlie Parker, Gene Krupa, Woody Herman, Eddie Costa. Ab 1956 spielte er mit Zoot Sims (und Al Cohn), mit dem er bis 1959 zusammen arbeitet, um 1957 mit Tal Farlow, Bobby Jaspar und George Wallington. Später spielte er u. a. mit Slide Hampton (1960), Bobby Hackett, Herbie Mann (1958 bis 1961), Teddy Wilson (ab 1964), Stephanie Nakasian, Johnnie Ray und 1962 bis 1964 und 1973 bei Gene Krupa, wo er auf dessen letztem Album mitwirkte. Neben der Tätigkeit als Sideman veröffentlichte er auch Alben als Bandleader.

## Diskographie
- Double Bass mit Mike Longo, Ray Mosca, 1985
- More Double Bass mit Mike Longo, Ray Mosca, 1998

## Lexikalischer Eintrag
- Carlo Bohländer, Karl Heinz Holler, Christian Pfarr: Reclams Jazzführer. 3., neubearbeitete und erweiterte Auflage. Reclam, Stuttgart 1989, ISBN 3-15-010355-X.